# 久保井朝美
久保井 朝美（くぼい あさみ、1988年9月20日 - ）は、ウェザーマップ所属の気象予報士、防災士。

## 略歴
愛知県名古屋市で生まれ、岡崎市で育つ。
愛知県立岡崎高等学校を経て、慶應義塾大学文学部卒業。
中学時代にNHK名古屋放送局制作の『中学生日記』に出演。
大学時代はセント・フォースに所属。大学卒業後の2011年4月、長野放送にアナウンサー職で入社。
2012年9月に生島企画室に移籍。2015年3月に退社。同年11月に気象予報士の試験に合格し、ウェザーマップに所属。

## 人物・エピソード
- 身長160cm。
- 趣味はゴルフ[2]、歴史とアニメ[3]。好きな日本の古城は松代城、松本城。
- 長野県の城が好きなことが長野放送入社のきっかけとなった。
- 長野放送在籍時に『NBSとれたて情報局 土曜はこれダネッ!』のコーナーで、飯綱町（旧：三水村）の農家でリンゴを育てていた[4][5][6]。この経験で天気と農業の関係に興味を持ったことが、気象予報士の資格を取るきっかけとなった[3]。
- 日本漢字能力検定1級、ファイナンシャル・プランナー、環境社会検定、モニークスチョークアート認定資格、日本城郭検定2級の資格を所持。
- 辛党。タバスコ1000倍の辛さの参鶏湯も完食できる位の激辛好き[7]。
- 晴れ女を自称している[8]。
- 気象、防災・減災、環境問題、SDGsの講演や司会をしている。
- 2021年、gooランキング「美人すぎるお天気キャスターランキング」1位。[9]
- 2022年、光文社FLASH「お天気キャスター総選挙」6位。[10]
- 2023年、光文社FLASH「お天気キャスター総選挙」2位。[11]
- 2024年2月、初めての著書『城好き気象予報士とめぐる名城３７ 天気が変えた戦国・近世の城』（PHP研究所）を発売し、Amazonランキング（考古学ジャンル）1位。
- 同年6月、光文社FLASH「お天気キャスター総選挙」1位。[12]同時にそれを記念し、ウェザーマップ社の公式YouTubeチャンネルを通じて感謝のメッセージと同チャンネルおよびインスタライブを通じて記念のライブ配信を実施。

## 出演

### テレビ
☆印は現在出演中の番組。
- notty☆LIVE（NOTTV、金曜日、2012年9月7日 - 2013年3月22日）
- 達人道（千葉テレビ、2013年11月17日、テレビ神奈川・テレビ埼玉、2013年11月21日）
- ミス・ユニバース・ジャパン特別番組（信越放送、2013年12月22日）
- 咲くシーズ（BSジャパン、2013年4月6日 - 2014年3月29日）
- 春を待ちわびて　信越自然郷の旅〜北陸新幹線 3月14日開業〜（長野放送・BSフジ、2015年3月7日）
- ヒットリサーチ（BS-TBS、2013年4月7日 - 2015年3月）
- 青木隆治のエンタメまるっとLIVE（NOTTV、2013年4月3日 - 2014年3月）
- 満足!トレンドナビ（BS-TBS、2014年11月 - 2015年3月）
- ウィークエンドウェザー（TBSテレビ、2016年4月 - 2018年9月）
- TBSニュースバード（TBSテレビ、2016年4月 - 2017年3月、2017年9月16日、17日、2018年4月 - 2019年3月）
- 報道特集（TBSテレビ、2016年 - 2018年、気象解説など）
- はやドキ!（TBSテレビ、2016年10月19日 - 21日[注釈 3]）
- ゆうがたサテライト（テレビ東京、2017年4月3日 - 2018年3月30日）
- Nスタ（TBSテレビ、2017年1月3日、8月12日、2018年2月10日[注釈 4]）
- モーニングCROSS（TOKYO MX、2018年4月2日 - 2021年3月、水 - 金曜担当）
- 堀潤モーニングFLAG（TOKYO MX、2021年4月1日 - 2022年3月、水 - 金曜担当）
- ひるおび!（TBSテレビ、2019年4月2日 - 2022年3月30日、月・火・水曜担当）
- はやドキ!（TBSテレビ、2020年3月30日 - 2021年9月30日）
- 東大王（TBSテレビ、2022年1月12日　芸能人チーム　クイズ回答者）
- ☆サタデーウオッチ9（NHK、2022年2月26日（パイロット版）、4月2日 - ）
- ☆ニュースウオッチ9（NHK、斉田季実治の代役、2022年8月8日 - 2022年8月12日、2023年8月14日 - 8月18日、8月23日 - 8月25日）

※2023年度からは通年で祝日の出演。
- ニュース「台風14号」関連（NHK、2022年9月18日、0 - 3時台気象情報）[13]
- 日本最強の城スペシャル（NHK、2023年1月3日、5月2日、7月31日、2024年3月15日）[14][15]
- ☆午後LIVE　ニュースーン（NHK、2024年4月1日 - 、お天気キャスター）

### ラジオ
- Oh!わんだ〜FXナイト!（ラジオNIKKEI、2014年4月1日 - 2014年12月23日）
- 生島ヒロシのサタデー・一直線（TBSラジオ、2012年10月6日 - 2015年3月）
- OH! HAPPY MORNING（JFN、2016年3月 - 2017年3月、2018年4月 - 、天気コーナー）
- ハート&ライフ〜ありがとうを言わせて〜（ラジオNIKKEI）
  - 水曜担当（2016年10月5日 - 2017年4月26日）
  - 第1・第3水曜担当（2018年4月4日 - 2020年3月18日）
  - 第1・第3木曜担当（2020年4月9日 - ）

### ウェブ
- Microsoft最新版Office（ニコニコ生放送、2013年2月6日、3月28日、6月14日、12月11日、2014年3月26日）
- Yahoo!天気・災害動画 （2015年12月 - 2017年3月、2018年4月 - ）
- Webニュース「楽しいニュース.com」（2016年1月14日 - 2019年4月24日）
- コラム「久保井朝美の空だより」(楽しいニュース.com、2016年11月4日 - 2019年4月25日）
- マネックス債 夏祭り 動画解説（マネックス証券、2017年8月）

### イベント
- 信州夢街道フェスタ2011（2011年6月5日、ステージ司会）
- eながのフェスタ2011（2011年10月2日、ステージ司会）
- NBSスペシャルイベントココロとカラダ 女性の悩みQ&A（2011年9月23日、司会）
- 長野キルトウィーク2012（2012年4月19日〜21日、ステージ司会、トークショー）
- 信州夢街道フェスタ2012（2012年6月3日、ステージ司会）
- 志賀高原カレッジコンサート（2012年8月4日、ステージ司会）
- ミス・ユニバース・ジャパン最終選考会（2013年11月、ステージ司会）
- Martミセスパーティー（2013年12月3日、ステージ司会）
- 学校にアートがやってきた! （2013年12月）
- 県庁にアートがやってきた! （滋賀県庁、2013年12月17日 - 2014年1月17日）
- インターンシップカンファレンス（2016年6月4日、2017年10月29日）
- 東京カルチャーカルチャー （2016年7月7日）
- 渋谷区ハチラボ講演会「テレビでは言えない天気のウラ話」（2017年12月3日）

### 広告
- Microsoft Office イメージキャラクター 冴子先生（2012年12月 - 2015年3月）
- 日経TEST モデル（2014年 - 2015年）
- 東洋水産・ウェザーマップ共同開催「冷し中華前線」（2016年4月5日 - ）

### 学生時代

#### テレビ
- 中学生日記（NHK名古屋放送局、2002年4月 - 2005年3月）
- おもいッきりDON!（日本テレビ、水曜日お天気お姉さん兼アシスタント、2009年4月1日 - 2009年9月30日）
- 午後の天気ゴコロ（e-天気.net、金曜日キャスター、2009年10月2日 - 2010年8月）

#### ラジオ
- 菅下清廣のIRサプリ（ラジオNIKKEI、2009年10月 - 2010年8月）

### 長野放送時代

#### レギュラー又は随時出演
- NBSとれたて情報局 土曜はこれダネッ!（2011年4月2日 - 2012年8月25日）
- NBS月曜スペシャル
- NBSだより
- 暮らしのターミナル
- NBSニュース
- NBSスーパーニュース中継
- ハッピーライフ
- BANGミーヨ+
- あしたのエネルギー あしたの暮らし

#### 単発番組
- 5月の風の中を走ろう〜第24回佐久鯉マラソン大会〜（2011年5月21日、インタビュアー）
- 信州夢街道フェスタ2011（2011年6月4日、ブースレポーター）
- ココロとカラダ 女性の悩みQ&A（2011年7月7日 - 9月29日）
- 信州夢街道フェスタ（年1回の放送。2011年6月・2012年6月2日、ブース・レポーター）
- eながのフェスタ2011（2011年10月1日、ブースレポーター）
- スマイル・これダネッ!『信越縦断!うまい道の駅の旅』（2011年10月29日）
- みうらじゅんの信越ゆるキャラ運動会（2011年11月7日からの毎週月曜日、連続5回に渡る放送）
- 末吉くんの年末のおすすめはこれダネッ!（2011年12月3日）
- 末吉くんの新生活はこれダネッ!（2012年3月10日）
- 岸田あさみの志賀っチャオ!!（2012年1月10日 - 2月28日、連続8回）
- 春の信州!レジャー&グルメ旅（2012年4月21日）
- 5月の風の中を走ろう〜第25回佐久鯉マラソン大会〜（2012年5月26日放送、インタビュアー）
- ふれ愛ながの 緑にふれよう いいとき観光エリア（2012年6月30日）
- ふれ愛ながの 恐竜と太古の生物（2012年8月25日）